# Daniela Dejori
Daniela Dejori (Bressanone, 1º agosto 2002) è una combinatista nordica ed ex saltatrice con gli sci italiana.

## Biografia
Originaria di Santa Cristina Valgardena e attiva in gare FIS dall'agosto del 2014, la Dejori gareggia principalmente nella combinata nordica: ha esordito in Coppa Continentale il 13 dicembre 2019 allo Utah Olympic Park (5ª) e in Coppa del Mondo nella gara inaugurale del circuito femminile, disputata il 18 dicembre 2020 a Ramsau am Dachstein (12ª); ai successivi Mondiali di Oberstdorf 2021, sua prima presenza iridata, si è classificata 7ª nel trampolino normale. Ai Mondiali juniores di Lahti/Vuokatti 2021 ha vinto la medaglia di bronzo nella gara a squadre mista e a quelli di Zakopane/Lygnasæter 2022 la medaglia d'argento nella medesima specialità. Ai Mondiali di Planica 2023 si è piazzata 18ª nel trampolino normale e a quelli di Trondheim 2025 è stata 29ª nel trampolino normale, 27ª nella partenza in linea e 8ª nella gara a squadre mista.
A inizio carriera ha preso parte anche a gare di salto con gli sci (Coppa Continentale, Mondiali juniores).

## Palmarès

### Combinata nordica

#### Mondiali juniores
- 2 medaglie:
  - 1 argento (gara a squadre mista a Zakopane/Lygnasæter 2022)
  - 1 bronzo (gara a squadre mista a Lahti/Vuokatti 2021)

#### Coppa del Mondo
- Miglior piazzamento in classifica generale: 11º nel 2024